# سندی وایل
سندی وایل (به انگلیسی: Sandy Weill) (زاده ۱۶ مارس ۱۹۳۳) بانکدار، اقتصاددان و مدیر ارشد اجرایی آمریکایی است، که در سال ۱۹۸۶ شرکت تراولرز کمپانی را تأسیس کرد. وی سابقه مدیر عاملی سیتی‌گروپ، همچنین فعالیت در بانک‌های بیر استیرنز، برادران لیمن، مریل لینچ و بانک فدرال رزرو نیویورک را دارا می‌باشد.